# Romoland
Romoland és una concentració de població designada pel cens dels Estats Units a l'estat de Califòrnia. Segons el cens del 2000 tenia 2.764 habitants.

## Demografia
Segons el cens del 2000, Romoland tenia 2.764 habitants, 785 habitatges, i 620 famílies. La densitat de població era de 358,1 habitants/km².
Dels 785 habitatges en un 43,1% hi vivien nens de menys de 18 anys, en un 59,1% hi vivien parelles casades, en un 12,7% dones solteres, i en un 20,9% no eren unitats familiars. En el 15,9% dels habitatges hi vivien persones soles el 7,3% de les quals corresponia a persones de 65 anys o més que vivien soles. El nombre mitjà de persones vivint en cada habitatge era de 3,51 i el nombre mitjà de persones que vivien en cada família era de 3,87.
Per edats la població es repartia de la següent manera: un 34,8% tenia menys de 18 anys, un 9,8% entre 18 i 24, un 27,9% entre 25 i 44, un 19% de 45 a 60 i un 8,5% 65 anys o més.
L'edat mediana era de 29 anys. Per cada 100 dones de 18 o més anys hi havia 102 homes.
La renda mediana per habitatge era de 33.523 $ i la renda mediana per família de 37.574 $. Els homes tenien una renda mediana de 23.850 $ mentre que les dones 18.971 $. La renda per capita de la població era de 12.932 $. Entorn del 20,5% de les famílies i el 25,9% de la població estaven per davall del llindar de pobresa.

## Poblacions més properes
El següent diagrama mostra les poblacions més properes.